# Rhenoy
Rhenoy (51° 53′ N, 5° 09′ L) é uma cidade dos Países Baixos, na província de Guéldria. Rhenoy pertence ao município de Geldermalsen, e está situada a 13 km, a leste de Gorinchem.
Em 2001, a cidade de Rhenoy tinha 510 habitantes. A área urbana da cidade é de 0.17 km², e tem 201 residências.
A área de Rhenoy, que também inclui as partes periféricas da cidade, bem como a zona rural circundante, tem uma população estimada em 780 habitantes.